# Bocquillonia longipes
Bocquillonia longipes är en törelväxtart som beskrevs av Mcpherson. Bocquillonia longipes ingår i släktet Bocquillonia och familjen törelväxter. IUCN kategoriserar arten globalt som starkt hotad. Inga underarter finns listade i Catalogue of Life.